# Adewale Olufade
Adewale James Olufade (ur. 21 sierpnia 1994 w Lomé) – togijski piłkarz grający na pozycji lewego obrońcy. Od 2020 roku jest zawodnikiem klubu AS OTR.

## Kariera klubowa
Swoją piłkarską karierę Nguissan rozpoczął w klubie AC Merlan. W sezonie 2009 zadebiutował w jego barwach w pierwszej lidze togijskiej. W latach 2010–2012 grał w Dynamic Togolais. W sezonie 2011/2012 wywalczył z nim mistrzostwo Togo. W latach 2013–2014 był zawodnikiem kameruńskiego Panthère Bangangté, a w 2015 roku występował w AS Togo-Port. W 2016 roku grał w New Star FC, a w latach 2017-2019 w Unionie Duala. W latach 2020–2022 grał w Bahrajnie, najpierw Al-Ahli Manama (2020), a następnie w Manama SC (2020-2022). W sezonie 2021/2022 został z nim wicemistrzem Bahrajnu. W 2022 roku wrócił do Togo i został piłkarzem AS OTR.

## Kariera reprezentacyjna
W reprezentacji Togo Olufade zadebiutował 9 września 2018 roku w zremisowanym 0:0 meczu kwalifikacji do Pucharu Narodów Afryki 2019 z Beninem, rozegranym w Lomé.